# Selbyville
Selbyville est une ville américaine située dans le comté de Sussex, dans l'État du Delaware.

## Démographie
Selon le recensement de 2010, Selbyville compte 2 167 habitants. La municipalité s'étend sur 3,39 milles carrés (8,78 km2).
| 1880 | 1910 | 1920 | 1930 | 1940 | 1950  |
| ---- | ---- | ---- | ---- | ---- | ----- |
| 149  | 342  | 462  | 661  | 882  | 1 086 |

| 1960  | 1970  | 1980  | 1990  | 2000  | 2010  |
| ----- | ----- | ----- | ----- | ----- | ----- |
| 1 080 | 1 099 | 1 251 | 1 335 | 1 645 | 2 167 |